# József Tarányi
József Tarányi (ur. 1 stycznia 1912 w Budapeszcie, zm. 21 lutego 1964 w Debreczynie) – węgierski zapaśnik walczący w obu stylach. Olimpijczyk z Londynu 1948, gdzie zajął piąte miejsce w kategorii ponad 87 kg, w stylu klasycznym i jedenaste w stylu wolnym, w kategorii do 87 kg.
Zajął czwarte miejsce na mistrzostwach Europy w 1933 roku.
Mistrz Węgier w 1932 i 1946; drugi w 1934, 1937, 1940; trzeci w 1935, 1939, 1941, 1942, 1943, w stylu klasycznym. Pierwszy w 1933, 1934; drugi w 1932, 1937, 1941, 1942, 1945, 1946, 1947; trzeci w 1935, 1939, 1943, w stylu wolnym.

## Letnie Igrzyska Olimpijskie 1948
| Konkurencja           | Rundy eliminacyjne    | Rundy eliminacyjne   | Rundy eliminacyjne    | Klas. końcowa |
| Konkurencja           | Przeciwnik I          | Przeciwnik II        | Przeciwnik III        | Miejsce       |
| --------------------- | --------------------- | -------------------- | --------------------- | ------------- |
| +87 kg styl klasyczny | Josef Růžička (TCH) P | Ernesto Noya (ARG) Z | Guido Fantoni (ITA) P | 5.            |

| Konkurencja      | Rundy eliminacyjne      | Rundy eliminacyjne          | Rundy eliminacyjne       | Klas. końcowa |
| Konkurencja      | Przeciwnik I            | Przeciwnik II               | Przeciwnik III           | Miejsce       |
| ---------------- | ----------------------- | --------------------------- | ------------------------ | ------------- |
| 87 kg styl wolny | Johnny Sullivan (GBR) P | Mansour Mir Ghavami (IRI) Z | Henry Wittenberg (USA) P | 11.           |